# Vâlcele (okręg Kluż)
Vâlcele – wieś w Rumunii, w okręgu Kluż, w gminie Feleacu. W 2011 roku liczyła 993 mieszkańców.